# Holiday Hills
Holiday Hills é uma vila localizada no estado americano de Illinois, no Condado de McHenry.

## Demografia
Segundo o censo americano de 2000, a sua população era de 831 habitantes.
Em 2006, foi estimada uma população de 815, um decréscimo de 16 (-1.9%).

## Geografia
De acordo com o United States Census Bureau tem uma área de
2,6 km², dos quais 2,5 km² cobertos por terra e 0,1 km² cobertos por água.

## Localidades na vizinhança
O diagrama seguinte representa as localidades num raio de 8 km ao redor de Holiday Hills.